# CD Projekt
CD Projekt és una empresa polonesa de distribució i desenvolupament de videojocs. L'empresa va ser fundada el maig de 1994 per Marcin Iwinski i Michał Kiciński. La companyia es va convertir en la primera editora de Polònia a publicar programari en CD i durant molt temps va ser l'única empresa polonesa especialitzada en la publicació de videojocs, editant en aquest país títols de gran èxit internacional com Baldur's Gate, Icewind Dale i Planescape: Torment, traduint-los a el polonès.
Al febrer de 2002, CD Projekt va fundar una nova secció especialitzada en el desenvolupament de videojocs de rol, anomenada CD Projekt RED STUDIO. El primer videojoc produït va ser The Witcher, basat en la sèrie de llibres escrits per Andrzej Sapkowski. També en 2002, van ampliar el seu negoci de distribució a la República Txeca i Eslovàquia.
Al juliol de 2008, van inaugurar el seu servei de distribució digital Good Old Games (actualment reanomenat GOG.com) especialitzat en la venda de jocs clàssics d'ordinador a escala internacional.
El 17 de maig de 2011 CD Projekt RED STUDIOS publicà The Witcher 2: Assassins of Kings, seqüela de The Witcher.
El 30 de maig de 2012 CD Projekt anuncià un nou joc: Cyberpunk 2077, basat en el famós joc de rol de taula de la dècada dels 80. Posteriorment, el 10 de gener van afirmen que el joc es llançaria quan estigués acabat per assegurar-se la qualitat del títol. Dies més tard s'anuncià The Witcher 3: Wild Hunt i sortiria al 19 de maig de 2015 per a PC, Mac i consoles de nova generació.

## Referèndies
1. ↑  Villasenor, Justin. «Good Old Games: Bringing classic PC games to an internet near you».   Destructoid, 10-07-2008. Arxivat de l'original el 2009-06-14. [Consulta: 27 setembre 2008].
2. ↑  Dutton, Fred. «The Witcher 2 special editions spelled out».   Eurogamer, 18-11-2010. [Consulta: 19 novembre 2010].
3. ↑  Dutton, Fred. «CD Projekt announces Cyberpunk».   Eurogamer, 30-05-2012. [Consulta: 24 febrer 2013].
4. ↑  Purchese, Robert. «The Witcher 3: Wild Hunt announced for 2014».   Eurogamer, 05-02-2013. [Consulta: 17 febrer 2013].
5. ↑  Purchese, Robert. «Secret Witcher 3 message in lavish new Cyberpunk 2077 CGI video».   Eurogamer, 11-01-2013. [Consulta: 17 febrer 2013].